# Tuchoraz
Tuchoraz (en allemand : Tuchoras) est une commune du district de Kolín, dans la région de Bohême-Centrale, en République tchèque. Sa population s'élevait à 557 habitants en 2020.

## Géographie
Tuchoraz se trouve à 3 km au sud de Český Brod, à 25 km à l'ouest de Kolín et à 31 km à l'est-sud-est du centre de Prague.
La commune est limitée par Český Brod à l'ouest et au nord, par Přistoupim à l'est, par Kostelec nad Černými lesy, Přehvozdí et Doubravčice au sud, et par Vrátkov à l'ouest.

## Histoire
La première mention écrite de la localité date de 1295.

## Patrimoine
- Château de Tuchoraz

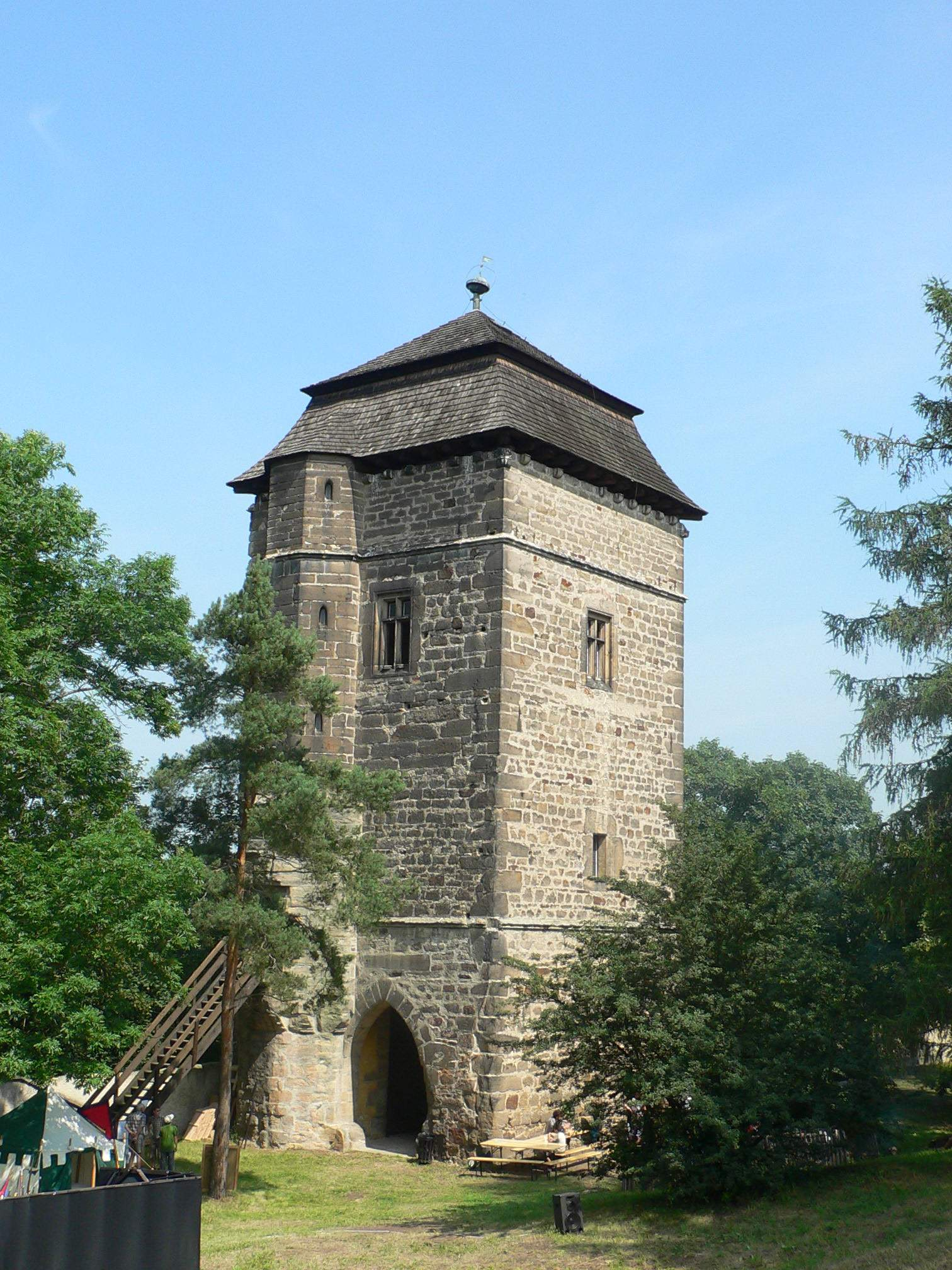
Château de Tuchoraz.
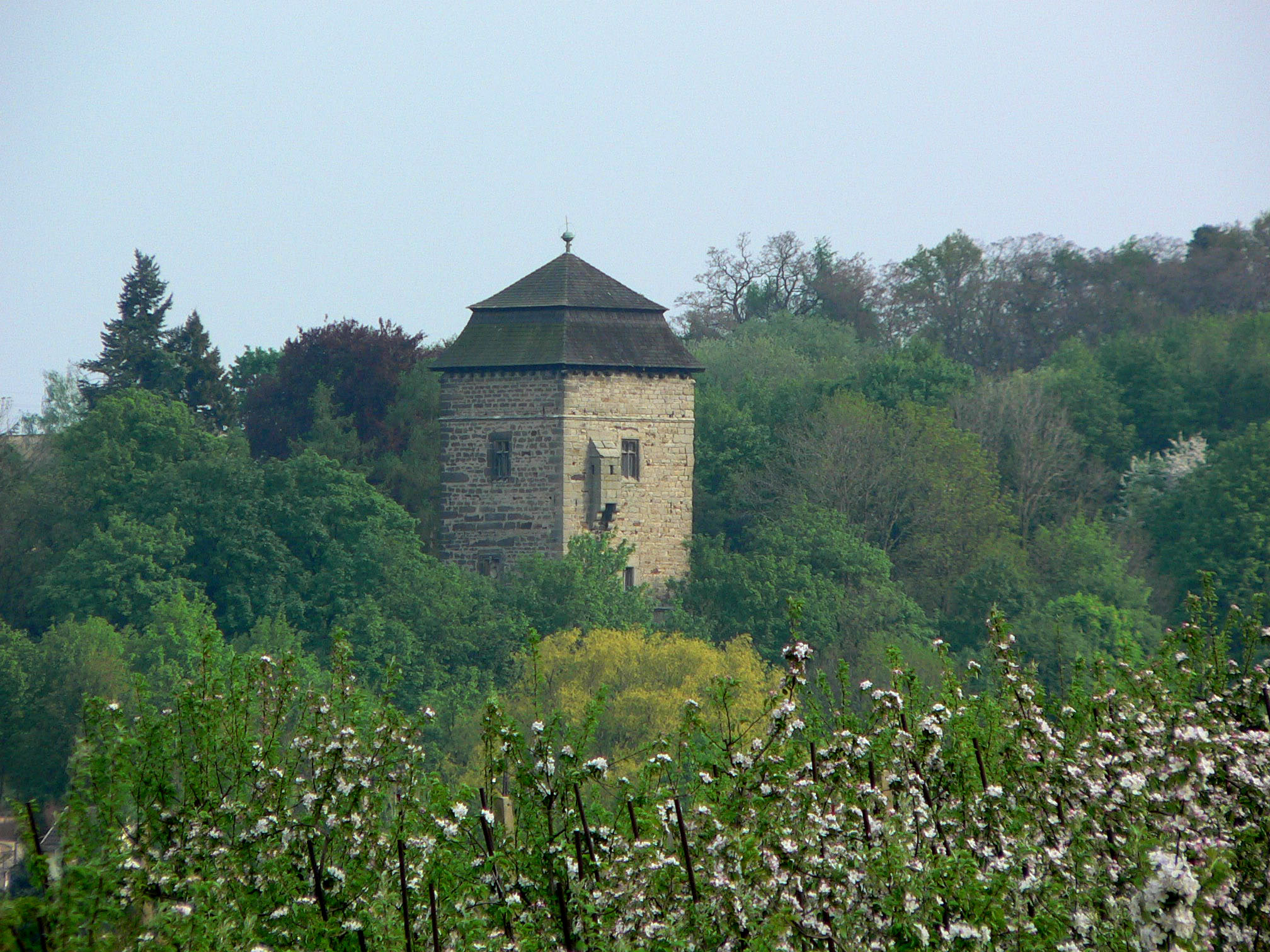
Château de Tuchoraz.
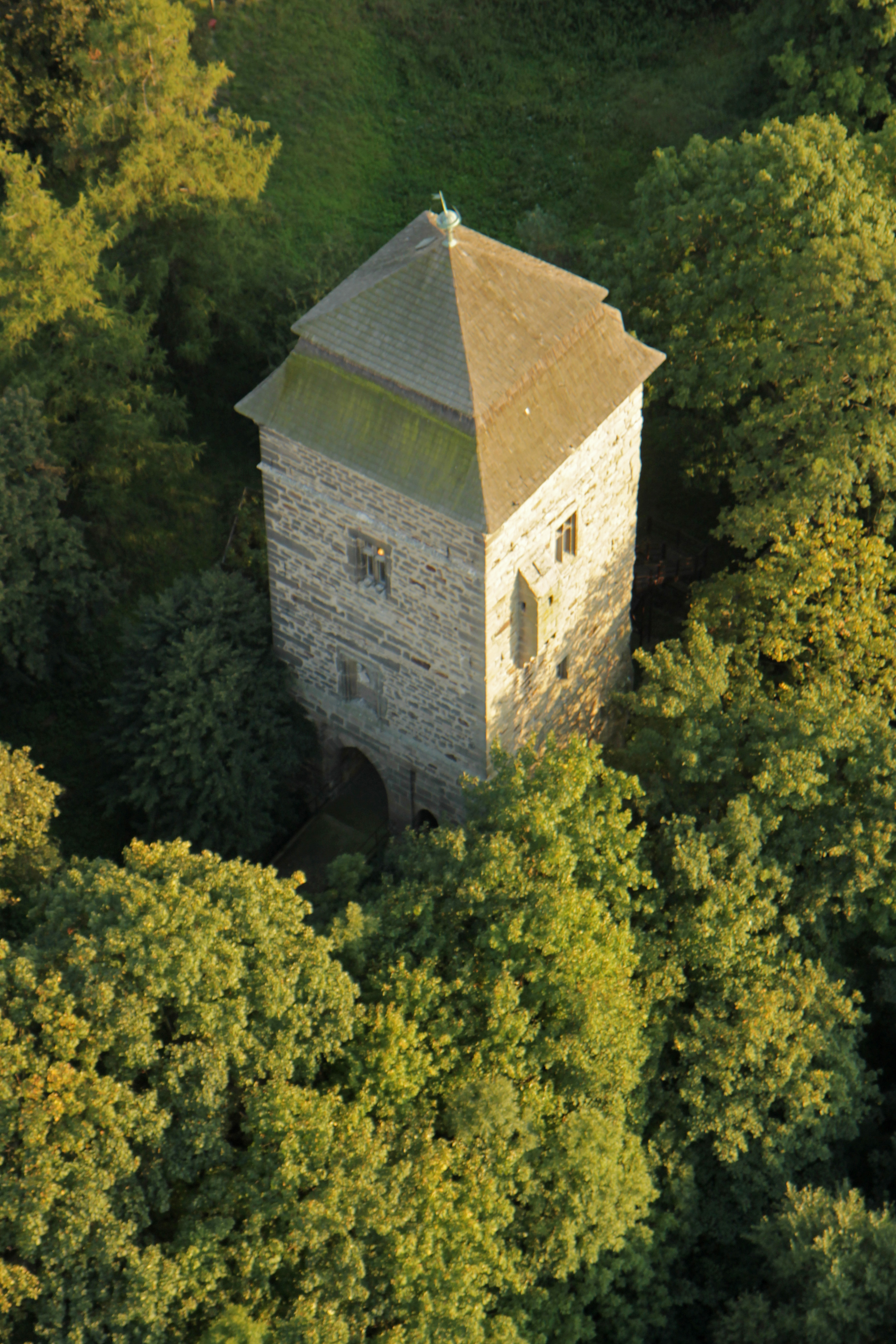
Vue aérienne.

## Transports
Par la route, Tuchoraz se trouve à 4 km de Český Brod, à 27 km de Kolín et à 45 km de Prague.